# Сальтріо
Сальтріо (італ. Saltrio) — муніципалітет в Італії, у регіоні Ломбардія, провінція Варезе.
Сальтріо розташоване на відстані близько 530 км на північний захід від Рима, 50 км на північний захід від Мілана, 9 км на північний схід від Варезе.
Населення — 3041 особа (2014).
Покровитель — Gervaso e Protaso.

## Демографія
Населення за роками:

Станом на 1 січня 2023 року в муніципалітеті офіційно проживало 116 іноземців з 29 країн, серед них 30 громадян країн Євросоюзу та 6 громадян України.

## Клімат
| CUASSO AL MONTE               | Місяці | Місяці | Місяці | Місяці | Місяці | Місяці | Місяці | Місяці | Місяці | Місяці | Місяці | Місяці | Пора | Пора | Пора | Пора | Рік  |
| CUASSO AL MONTE               | Січ    | Лют    | Бер    | Кві    | Тра    | Чер    | Лип    | Сер    | Вер    | Жов    | Лис    | Гру    | Зим  | Вес  | Літ  | Осі  | Рік  |
| ----------------------------- | ------ | ------ | ------ | ------ | ------ | ------ | ------ | ------ | ------ | ------ | ------ | ------ | ---- | ---- | ---- | ---- | ---- |
| Темп. макс. (°C)              | 4.7    | 5.8    | 9.2    | 13.7   | 18.5   | 22.4   | 25.3   | 23.1   | 19.3   | 15.3   | 9.3    | 5.9    | 5.5  | 13.8 | 23.6 | 14.6 | 14.4 |
| Темп. мін. (°C)               | -1.2   | -0.4   | 2.0    | 5.4    | 9.4    | 12.6   | 15.0   | 14.0   | 11.5   | 8.2    | 3.6    | -0.1   | -0.6 | 5.6  | 13.9 | 7.8  | 6.7  |
| Опади (мм)                    | 137    | 114    | 191    | 183    | 250    | 209    | 147    | 198    | 237    | 157    | 235    | 71     | 322  | 624  | 554  | 629  | 2129 |
| Дні опадів (≥ 1 мм)           | 4      | 6      | 7      | 9      | 11     | 11     | 10     | 12     | 9      | 7      | 9      | 4      | 14   | 27   | 33   | 25   | 99   |
| Абсолютна геліофанія (години) | 3.4    | 3.7    | 4.4    | 4.9    | 5.4    | 6.2    | 7.4    | 6.1    | 5.0    | 4.6    | 3.2    | 3.0    | 3.4  | 4.9  | 6.6  | 4.3  | 4.8  |

## Сусідні муніципалітети
- Арцо
- Клівіо
- Мериде
- Віджу